# Jones Counter
Il Jones Counter è uno strumento installato sulla ruota anteriore di una bicicletta per contare i giri della ruota stessa. Venne inventato nel 1971 da Alan Jones per misurare la lunghezza di corse podistiche su strada.  Ha un'attrezzatura che muove un contatore meccanico digitale. In base al metodo utilizzato, un numero corrisponde tipicamente ad un ventesimo di giro di ruota. Questo fornisce una precisione di circa 10 centimetri nella distanza misurata, sebbene la precisione effettiva sia naturalmente leggermente inferiore per l'effetto di altri fattori, come la corretta calibrazione dello strumento stesso.

## Modelli

### Clain Jones Counter
Questa è la versione originale del prodotto, messa in vendita dal figlio di Alan Jones, Clain, fra il 1973 ed il 1982. L'apparecchio segnala 20 scatti per ogni giro della ruota della bicicletta su cui è installato.

### NYRRC Jones Counter
La produzione venne effettuata dal New York Road Runners Club fra il 1983 e il 1990.

### Jones-Oerth Counter
Paul Oerth rilevò la produzione intorno al 1990 e continuò fino al 2006. I modelli realizzati in questo periodo hanno un diverso coefficiente di rilevazione (260/11 scatti per giro di ruota). Nel 2006 la fornitura di queste attrezzature si esaurì e venne introdotto un nuovo strumento alternativo incapsulato in plastica, che andò però presto fuori produzione.

### Jones-Oerth-Lacroix Counter
Questo modello è una variante del Jones-Oerth creato nel 2000 da Laurent Lacroix in 2000, la cui caratteristica innovativa è un cavo rotante di 27" che permette all'utilizzatore di montare il Veeder-Root Counter sul manubrio.

## Uso del contatore
Per misurare i percorsi di gara il contatore è posto sulla bicicletta fra la forcella di sinistra e la ruota anteriore.  La linguetta o le linguette sull'attrezzo fanno contatto con i raggi, inviando così indicazioni al contatore.
Nell'uso la bicicletta deve prima essere calibrata accuratamente montando su una sezione dritta di strada la cui misura è stata calcolata accuratamente con una sbarra di acciaio. Una calibrazione può quindi essere calcolata come numero di scatti per chilometro. Quindi si percorre in bicicletta il percorso per misurarne la lunghezza. Infine la bicicletta è ricalibrata percorrendo ancora la sezione misurata con le barre per controllare eventuali modifiche del diametro della ruota per cambi della temperatura, perdite d'aria e altre cause.